# Speocera caeca
Speocera caeca es una especie de arañas araneomorfas de la familia Ochyroceratidae.

## Distribución geográfica
Es endémica de cuevas del sudoeste de Célebes (Indonesia).